# 秘拳伝キラ
『秘拳伝キラ』（ひけんでんキラ）は、碧星タケル原作、三好雄己作画による日本の漫画。当初は『増刊少年サンデー』（小学館）で連載、その後掲載誌を同社の『週刊少年サンデー』本誌に移す。コミックス全6巻（絶版）。なお、『増刊少年サンデー』連載時の最終話付近2話は単行本に収録されていない。

## 登場人物
八神 雲（やがみ きら）
主人公。16歳の高校1年生。まだ若い身でありながら、琉球に伝わる殺人古流空手・南王手八神流の使い手である。南王手八神流当主・八神厳矩の実子であり正統伝承者の資格を有するが、空手を純粋な殺人術として使用することを嫌う優しい性格であったため、厳矩は阿麻王を伝承者として養子に迎える。沖縄の伝説上の怪物「キジムナー」に変装し、強者との手合わせをしていた。
八神 阿麻王（やがみ あもう）
南王手八神流の次期継承者であり、キラの義兄。南王手八神流を継承するため八神家に養子に入る。南王手八神流の技は門外不出であることから、義父である八神厳矩の教えを忠実に守り、キラと相対した武術家・格闘家達を次々と葬っていく。普段は冷静沈着で礼儀正しい人物だが、合戦場へ出れば敵を躊躇なく殺す非情さ・残虐さを見せる。
八神 厳矩（やがみ よしのり）
南王手八神流の現伝承者であり、キラの実父。空手そのものより政治を得意とする人物。
栞（しおり）
キラの幼馴染。キラが殺人空手の使い手であることを知らない。勝気だが明るい人物。
塚原 殴凱（つかはら おうがい）
聖拳塾塾長。齢50を超えてもなお現役の空手家で、現代空手のカリスマ的存在。若い頃は世界中を喧嘩して歩いたという。後にフルコン制の実戦空手の流派を起こすが、自身はそこを去り、さらに過激な聖拳塾を興した。
松風 竜一（まつかぜ りゅういち）
塚原の部下で、聖拳塾が生んだ現代空手の天才。非常に生真面目な人物。殴凱曰く「キレると怖いタイプ」であり、故に「ルールで自分自身を縛っている」らしい。女性に対する免疫も無い上、香水のきつい女性に近寄られると蕁麻疹が出てしまう。
上運天 満（じょううんてん みつる）
殺人空手「上運流」の継承者。首里城跡にてキラと戦い、追い詰めるも南王手八神流「火神」の前に敗れる。
九重 慈斎（ここのえ じさい）
古流柔術「九重流」宗家。非常に温和で、争いを好まない好々爺。キラに九重流を授け、その成長ぶりを楽しんでいた。九重流柔術の力を世に示そうとした息子と戦った過去を持つことから、同じく身内と争おうとしているキラの苦悩を察し、ただ1人阿麻生に立ち向かう。が、奮戦むなしく敗れ去り、阿麻生によって殺害された。このとき、阿麻生の身体にある仕掛け技を放つ。
九重 瑠伊（ここのえ るい）
九重慈斎の孫娘。少女ながら相当の実力者。平日は女子高に通う普通の学生で、休日は祖父の下で柔術の修行を積んで暮らしている。慎ましく穏やかであり料理も得意という大和撫子を地で行く女性だが、からかうとすぐに拗ねるという子供っぽい一面もある。その生活のためか、同年代の男性に慣れていない。後に祖父が殺されたのはキラが来たせいだと考え、九重の名を捨てて合戦場へと身を投じる。が、キラの苦悩を目の当たりにし、彼を許した。
ラルフ村上（ラルフ むらかみ）
プロボクサー。キラに戦いを挑むが、南王手八神流「魂打ち」の前に力尽きる。プロボクサーだけあってボクシングの歴史には造詣が深く、キラと戦いながらボクシングの歴史について語るという余裕のある一面を持つ。
レフェリング
九重慈斎の下に修行に来ていた外国人格闘家。キャッチ・アズ・キャッチ・キャンの使い手。
黍津 一宏（きびつ かずひろ）
フルコンタクト空手の重量級選手。胴回し回転蹴りから相手の足を取って寝技へ移行する技を得意とする。魂落としによって痛みを感じないゾンビのような戦士に変えられる。

## 作中の武術諸派
南王手八神流（はおうでいやがんりゅう）
琉球に伝わる一子相伝の空手術。究極の人体破壊術であり、その技法・奥義はいずれも門外不出とされ、技を見た者には絶対の死が与えられる。奥義「八神の体」は自らの肉体をも変化させる。
火神（ヒヌカン）鋼鉄のごとく鍛えた足指（親指のみ）で捻りを加えて敵を貫く足先蹴り。極めれば丹田に眠る火の力を蹴り伝え、肋骨をバラバラに砕くほどの威力を発揮するが、キラでも完璧にはできない。
魂打ち（まぶいうち）拳を密着させるほどの超近距離からの拳。衝撃を敵の体内に浸透させる。
魂落とし（まぶいおとし）魂打ちの裏。魂打ちによって死の淵へ追いやった人間に強烈な暗示をかけて支配する技。
足裏神（シャビラシン）正中線を乱さない歩法。「御殿手」にも同様の技法がある。
八神の体（ヤガンヌデイ）古より琉球空手に伝わる秘技「コツカケ」の完成形とも呼べる奥義。肉体操作によって自らの体を純粋な戦闘用の体に変化させる。慣れない人間が発動させると、強烈な破壊衝動に襲われる。南王手ではこれができて初めて合戦場へ立つことが許されたという。
カキエ古流空手に伝わる接近戦の技法。手で相手の体に触れるだけで皮膚感覚を通して相手の動きを察知し、反応する技。それにより、粘りのある動きを作り出す。中国拳法でいうところの“聴勁”。

空手道聖拳塾
従来通りの突き蹴りのみの空手に縛られず、投げ技や寝技を取り入れたフルコンタクト制の実戦空手。稽古等ではスーパーセーフを使用している。
上運流（じょううんりゅう）
琉球に残る古流殺人空手の一流派。極限まで鍛えぬいた指で人体各所を引きちぎり、貫き通す。また、人体の構造にも精通している。解体新書より遥か昔から墓を暴いて死体を手に入れ、人体解剖を行ってきたという。
蜂刺殺（ほうしさつ）敵の腰部に指を突き入れ、そのまま地面に落として腰椎をずらし椎間板をはみ出させる、いわゆる「椎間板ヘルニア」を引き起こさせる技。

九重流柔術
「柔能く剛を制す」を体現する古流柔術の一派。争いを好まぬことを流儀とし、鬼神の如き強さを誇るにもかかわらず、その力を世に示そうとはしない。型から見て、柳生心眼流兵術がモデルの様である。
鬼くじき（おにくじき）肘、百匁落（ひゃくめおち。足の甲の急所）、アキレス腱、最後に向こうずねを打って相手の足を刈る技。「槍をも砕く」と言われる奇想天外な波状攻撃である。
合気挙げ（あいきあげ）九重流柔術のくずしの技法。相手の重心を操作し、バランスの柱をくずすことにより様々な投げや固め技に移行できる。この技を正しく使えば6人の人間をまとめて投げる事も可能。
牛車返し（ぎっしゃがえし）関節を極めたまま自身も共に回転する捨身の投げ技。牛車に乗った相手でもひっくり返せるということからこの名がついた。
鎧大筒（よろいおおづつ）鎧をつけた相手でもその体内にダメージを叩き込める当て身技。柔術にある掌底重ね打ちの変形技。
九重流の死技（正式な名称は不明）正中線に向けて鋭い突きを放ち、相手がそれを受け止めたところで体を沈め、体重を乗せて膻中（だんちゅう。正中線上にある人体の急所）に肘打ちを叩き込む。非常に危険な技であるため、厳重な封印が施されている。その効力は、死技を打ち込んだ後に鎧大筒を決めて初めて発動される。